# Сунчева свјетлост
Сунчева или соларна свјетлост, је свјетлост коју производи Сунце.
Сунце производи енергију термонуклеарним реакцијама на својој површини која се између осталог манифестује зрачењем фотона на планете у Сунчевом систему.
На путу до Земљине површине, Сунчева свјетлост пролази кроз густ слој атмосфере, која филтрира њено ултраљубичасто зрачење и на тај начин уклања њена, по жива бића на Земљи, штетна дејства.

## Сунчева свјетлост као извор живота
На Земљи, Сунчева свјетлост представља један од основних састојака одговоран за настанак живота и константан извор енергије за скоро свако живо биће. Биљке користе сунчеву свјетлост у процесу фотосинтезе, у којем преводе Сунчеву енергију у просте шећере, а остала жива бића своју енергију добијају било једењем биљака, било једењем других животиња које су посредно или непосредно јеле биљке. На овај начин оне преводе добијене просте шећере назад у енергију која им је потребна за кретање и све животне функције.
Када свјетлост пада на одређени дио Земљине површине, тај период на том дијелу је познат као обданица, а када та свјетлост одсуствује, тај период је познат као ноћ.

## Акумулирани извори енергије
Угаљ, нафта и природни гас су све производи прастарих остатака биљне материје која је боравила у Земљиној кори милионима година. Човјек је данас, имајући приступ овој материји, у стању да искористи енергију Сунчеве свјетлости која је у њој остала заробљена. Тако човјек долази до додатних извора енергије, имајући је више него што му је Сунце тренутно обезбјеђује. Ових извора енергије, међутим, нема у бесконачним количинама и прије или касније човјек ће да је потроши. Ово рађа питања попут тога шта ће се десити након тога, а одговори на то питање обухватају веће искориштење обновљивих извора енергије, катастрофу цивилизације, итд.

## Дејства штетна по здравље
Говорећи о људима, претјерано излагање Сунчевој свјетлости узрокује знатне штетне утицаје, првенствено на кожу, али и на друге дијелове тијела. Разни типови рака коже, проузроковани ултраљубичастим зрачењем Сунца, опекотине на кожи од превелике количине топлоте проузроковане Сунчевим зрачењем, сунчаница, све су само неки од здравствених проблема који могу имати и фаталне посљедице а који проистичу од претјераног излагања директној Сунчевој свјетлости. Овакви проблеми се могу избјећи кориштењем заштитних средстава попут крема и уља за кожу, као и постепеним излагањем сунцу. Још једно од штетних дејстава превеликог директног излагања Сунчевој свјетлости јесте и тзв. прерано старење коже, које за посљедицу има ружан изглед коже, тежак за лијечење.
Данас је стањивање слоја озона у атмосфери главни разлог за појачано дјеловање ултраљубичастог зрачења, на чему активно раде свјетске здравствене и еколошке организације.